# Villalba de Guardo
Villalba de Guardo – gmina w Hiszpanii, w prowincji Palencia, w Kastylii i León, o powierzchni 33,85 km². W 2011 roku gmina liczyła 199 mieszkańców.